# Filialkirche Alt St. Josef

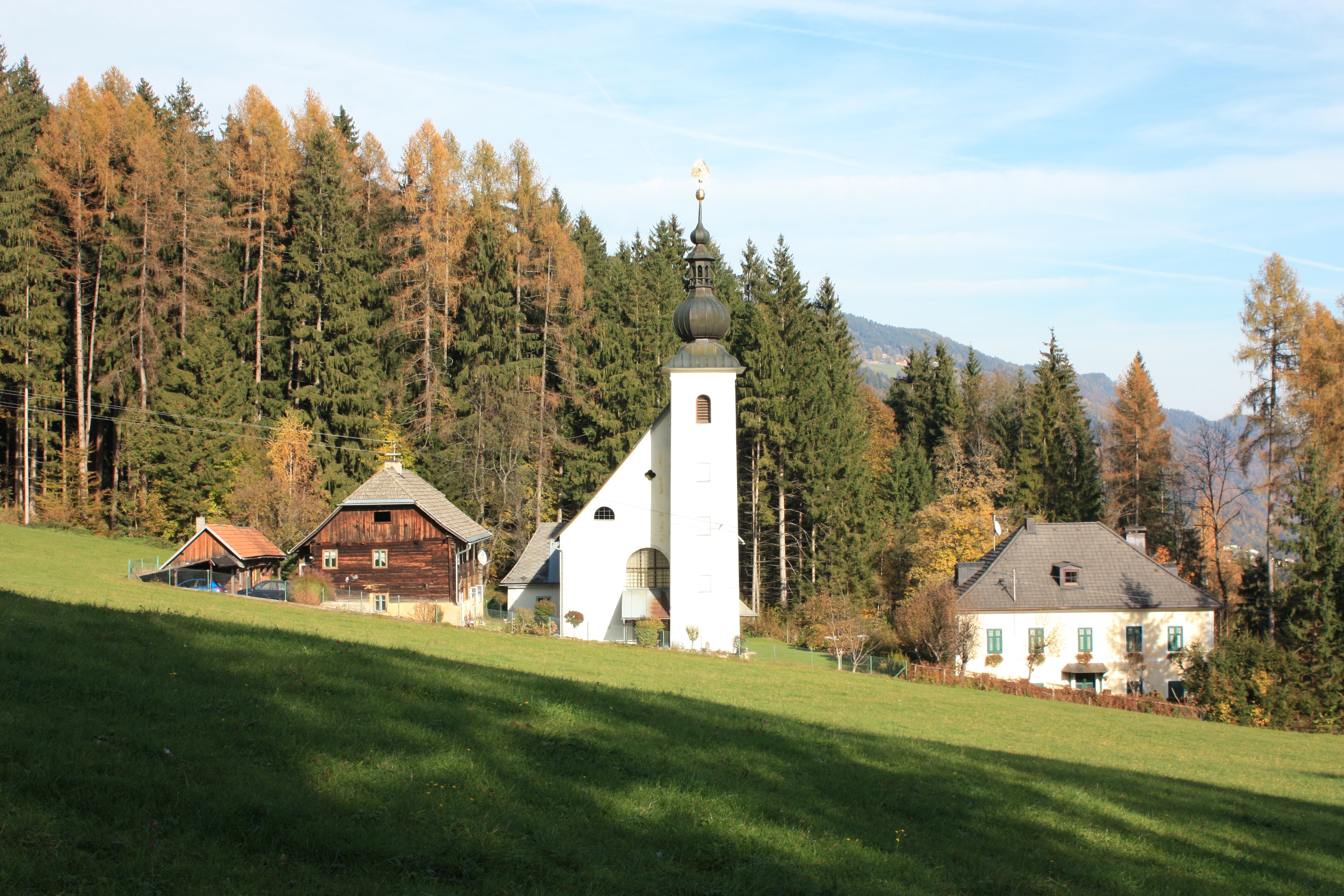

Die Filialkirche Alt St. Josef steht erhöht im Norden von Bodensdorf in der Gemeinde Steindorf am Ossiacher See im Bezirk Feldkirchen in Kärnten in Österreich. Die zwischen 1656 und 1667 erstmals genannte Kirche war bis zum Bau der neuen Kirche 1929 die Pfarrkirche von Bodensdorf.

## Baubeschreibung
Die Kirche ist ein Bau des 17. Jahrhunderts mit einem eingezogenen, polygonalen Chor und einem nördlichen Anbau. Der 1738/39 errichtete Turm an der südlichen Hälfte der Westfassade besitzt rundbogige Schallöffnungen und einen Zwiebelhelm. In der Westfassade befindet sich ein großes Rundbogenfenster. Das Westportal ist derzeit nicht benutzbar. Man betritt man die Kirche unter einem Vordach durch das Südportal, das einen geraden Sturz hat.
Das Schiff hat drei Joche und ein Tonnengewölbe mit Stichkappen und Gurtbögen über Pilastern. Die hölzerne Westempore steht auf gedrechselten Säulen. Ein rundbogiger Triumphbogen verbindet das Langhaus mit dem wesentlich niedrigeren, gotischen Chor. Der Chor besteht aus einem kreuzgratgewölbten Joch und einem Dreiviertelschluss mit Stichkappen. Die nördliche Sakristei ist tonnengewölbt, die Stichkappen werden durch Perlstäbe betont.

## Einrichtung
Der Hochaltar aus der zweiten Hälfte des 17. Jahrhunderts besteht aus einer Säulenädikula über einem kleinen Sockel und einem gesprengten Segmentgiebel mit kleiner Ädikula als Aufsatz. Der Altar wird durch Knorpelwerk und Fruchtgehänge an den seitlichen Ohren geschmückt. Im Hauptgeschoß steht eine Figurengruppe der Heiligen Familie, am Aufsatz ist ein Relief Gottvaters angebracht. Der Tabernakel aus dem 18. Jahrhundert wurde im 19. Jahrhundert verändert.
Der rechte Seitenaltar mit Säulenarchitektur, Rankenwerk und Fruchtgehänge entstand um 1700. Das moderne Mittelbild stellt die Madonna dar, das Aufsatzbild den heiligen Florian. Am Altar ist eine Kartusche mit dem Wappen eines Ossiacher Abtes angebracht.
Der um 1700 gefertigte linke Seitenaltar zeigt im Mittelbild die heilige Barbara. Die Seitenfiguren der Apostelfürsten Petrus und Paulus aus dem 17. Jahrhundert wurden neu gefasst.
Die um 1700 entstandene Kanzel mit rechteckigem Schalldeckel wird durch Laubwerk verziert. Über der Sakristeitüre hängt ein Votivbild des heiligen Josef aus dem 17. Jahrhundert.